# Campeonato Sul-Americano de Voleibol Feminino Sub-20 de 2016
O Campeonato Sul-Americano de Voleibol Feminino Sub-20 de 2016 foi a 23ª edição do torneio Sul-Americano organizado pela Confederação Sul-americana de Voleibol (CSV). 
O torneio contou com a participação de seis equipes e aconteceu de 26 a 30 de outubro, em Uberaba, Brasil .
O torneio conferiu ao campeão a única vaga válida para o Campeonato Mundial de Voleibol Feminino Sub-20 de 2017, feito obtido pela representação do Brasil ao conquistar o título e a brasileira Lorrayna Marys foi premiada como a Melhor Jogadora.

## Seleções participantes
As seguintes seleções confirmaram participação no Campeonato Sul-Americano Sub-21 de 2016:
| Equipe    | Última participação |
| --------- | ------------------- |
| Brasil    | (Sede), 1º em 2014  |
| Argentina | 3º em 2014          |
| Chile     | 4º em 2014          |
| Paraguai  | 8º em 2012          |
| Peru      | 2º em 2014          |
| Uruguai   | 7º em 2014          |

## Fase única
Classificação
- Local: Centro Olímpico- Uberaba-Brasil

|     |           |     | Jogos | Jogos | Jogos | Resultados | Resultados | Resultados | Resultados | Resultados | Resultados | Sets | Sets | Sets   | Pontos | Pontos | Pontos |
| Pos | Equipe    | Pts | T     | V     | D     | 3–0        | 3–1        | 3–2        | 2–3        | 1–3        | 0–3        | V    | P    | R      | V      | P      | R      |
| --- | --------- | --- | ----- | ----- | ----- | ---------- | ---------- | ---------- | ---------- | ---------- | ---------- | ---- | ---- | ------ | ------ | ------ | ------ |
| 1   | Brasil    | 15  | 5     | 5     | 0     | 4          | 1          | 0          | 0          | 0          | 0          | 15   | 1    | 15,000 | 398    | 233    | 1.708  |
| 2   | Argentina | 12  | 5     | 4     | 1     | 3          | 1          | 0          | 0          | 1          | 0          | 13   | 4    | 3.250  | 410    | 301    | 1.362  |
| 3   | Peru      | 9   | 5     | 3     | 2     | 3          | 0          | 0          | 0          | 1          | 1          | 10   | 6    | 1.667  | 375    | 290    | 1.293  |
| 4   | Uruguai   | 6   | 5     | 2     | 3     | 1          | 1          | 0          | 0          | 0          | 3          | 6    | 10   | 0.600  | 277    | 370    | 0.749  |
| 5   | Chile     | 3   | 5     | 1     | 4     | 0          | 1          | 0          | 0          | 0          | 4          | 3    | 13   | 0.231  | 272    | 382    | 0.712  |
| 6   | Paraguai  | 0   | 5     | 0     | 5     | 0          | 0          | 0          | 0          | 2          | 3          | 2    | 15   | 0.133  | 258    | 414    | 0.623  |

| Data   | Hora  |              | Placar |              | Set 1 | Set 2 | Set 3 | Set 4 | Set 5 | Total  | Relatório |
| ------ | ----- | ------------ | ------ | ------------ | ----- | ----- | ----- | ----- | ----- | ------ | --------- |
| 26 out | 14:30 | 'Argentina ' | 3–0    | Chile        | 25–17 | 25–8  | 25–18 |       |       | 75–43  | 75–43     |
| 26 out | 17:00 | 'Peru '      | 3–0    | Uruguai      | 25–18 | 25–9  | 25–10 |       |       | 75–37  | 75–37     |
| 26 out | 19:30 | 'Brasil '    | 3–0    | Paraguai     | 25–13 | 25–7  | 25–12 |       |       | 75–32  | 75–32     |
| 27 out | 14:30 | 'Peru '      | 3–0    | Chile        | 25–13 | 25–12 | 25–15 |       |       | 75–40  | 75–10     |
| 27 out | 17:00 | 'Argentina ' | 3–0    | Paraguai     | 25–8  | 25–6  | 25–14 |       |       | 75–28  | 75–28     |
| 27 out | 19:30 | Uruguai      | 0–3    | ' Brasil'    | 11–25 | 9–25  | 10–25 |       |       | 30–75  | 30–75     |
| 28 out | 14:30 | Paraguai     | 1–3    | ' Uruguai'   | 25–23 | 23–25 | 18–25 | 19–25 |       | 85–98  | 85–90     |
| 28 out | 17:00 | Peru         | 1–3    | ' Argentina' | 31–29 | 21–25 | 20–25 | 23–25 |       | 95–104 | 95–104    |
| 28 out | 19:30 | Chile        | 0–3    | ' Brasil'    | 11–25 | 18–25 | 6–25  |       |       | 35–75  | 35–75     |
| 29 out | 14:00 | Paraguai     | 0–3    | ' Peru'      | 9–25  | 15–25 | 10–25 |       |       | 34–75  | 34–75     |
| 29 out | 16:00 | 'Uruguai '   | 3–0    | Chile        | 25–17 | 25–17 | 28–26 |       |       | 78–60  | 78–60     |
| 29 out | 18:00 | 'Brasil '    | 3–1    | Argentina    | 25–22 | 25–14 | 23–25 | 25–20 |       | 98–81  | 98–81     |
| 30 out | 08:00 | 'Chile '     | 3–1    | Paraguai     | 25–20 | 19–25 | 25–15 | 25–19 |       | 94–79  | 94–79     |
| 30 out | 10:00 | 'Argentina ' | 3–0    | Uruguai      | 25–13 | 25–10 | 25–14 |       |       | 75–37  | 75–37     |
| 30 out | 12:00 | 'Brasil '    | 3–0    | Peru         | 25–19 | 25–22 | 25–14 |       |       | 75–55  | 75–55     |